# Robbie Robertson
Jaime Royal Robertson (Toronto, 5 de julio de 1943-Los Ángeles, 9 de agosto de 2023), más conocido como Robbie Robertson, fue un músico, compositor, actor y productor canadiense, célebre por su trabajo como guitarrista y principal compositor del grupo de rock The Band y por su carrera como artista en solitario. Su trabajo con The Band, que abarca los lanzamientos entre Music from Big Pink (1968) y The Last Waltz (1978), ha sido clave en la evolución del género americana y le ha servido para ingresar en el Salón de la Fama del Rock and Roll y en el Paseo de la fama de Canadá.
Como compositor, es autor de canciones célebres como «The Weight», «The Night They Drove Old Dixie Down», «Up on Cripple Creek», «Rag Mama Rag», «Acadian Driftwood» y «Broken Arrow», muchas de ellas sobre episodios culturales y retratos tradicionalistas de la historia de Estados Unidos, y ha ingresado en el Salón de la Fama de Compositores Canadienses. Su trabajo como guitarrista ha sido reconocido por los críticos musicales y figura en el puesto 59 de la lista de los cien mejores guitarristas de todos los tiempos, elaborada por la revista Rolling Stone.
Como productor cinematográfico, Robertson es principalmente reconocido por su trabajo junto a Martin Scorsese, supervisando y produciendo la música de proyectos del cineasta como Toro salvaje, The King Of Comedy, El color del dinero,Gangs of New York, Shutter Island, The Departed y Silence. También ha desarrollado una carrera musical en solitario que abarca seis álbumes de estudio, desde Robbie Robertson (1987) hasta el más reciente, Sinematic (2019).
El 27 de mayo de 2011, Robertson fue condecorado con la Orden de Canadá, la condecoración civil canadiense de mayor rango, por el Gobernador General David Lloyd Johnston.

## Biografía

### Primeros años y orígenes musicales (1943–1959)
Robbie Robertson, cuyo nombre completo es Jaime Royal Robertson, nació en Toronto, Canadá el 5 de julio de 1943. Fue hijo único de Rose Marie Chrysler, mujer de ascendencia mohawk que creció en la reserva Six Nations al norte del Lago Erie. Tras el comienzo de la Segunda Guerra Mundial, Chrysler se trasladó a vivir con una tía a Toronto. El padre biológico de Robbie fue Alexander David Klegerman, un jugador profesional de ascendencia judía que fue asesinado mientras cambiaba un neumático en la autopista Queen Elizabeth Way, entre Toronto y Niagara Falls. Su madre se casó poco tiempo después con James Patrick Robertson, de quien Robbie tomó su apellido.
Durante su infancia, Robertson viajó frecuentemente con su madre a Six Nations Reserve para visitar a su familia. Fue ahí donde algunos familiares, y en particular su primo Herb Myke, le enseñaron a tocar la guitarra. A los diez años comenzó a recibir clases de guitarra particulares y comenzó a mostrar interés por el blues y el rock and roll que escuchaba en la radio WLAC de Nashville (Tennessee). Con catorce años, comenzó a trabajar durante el verano en el circuito de las ferias itinerantes, el primer año en un suburbio de Toronto y al año siguiente como ayudante de un freak show durante la Exposición Nacional Canadiense.
De forma paralela, Robertson comenzó también a tocar en grupos musicales. En 1957 formó junto a su amigo Pete Traynor el grupo Robbie and the Rhytm Chords, el cual rebautizó al poco tiempo con el nombre de Robbie and the Robots tras ver la película de ciencia ficción Planeta prohibido. Traynor personalizó la guitarra de Robertson dentro del grupo añadiéndole antenas y cables para darle una apariencia de la era espacial. Después de Robbie and The Robots, Robertson tocó con Little Caesar and the Consuls, así como con The Suedes, un grupo liderado por Traynor que incluyó también a Scott Cushnie al piano.
Tras abandonar los estudios, Robertson logró hacerse un hueco en la escena local junto a The Suedes y comenzó a componer sus primeras canciones. Una noche actuaron en el Dixie Arena de Toronto como teloneros de The Hawks, un grupo de rockabilly liderado por el cantante Ronnie Hawkins del cual Robertson comentó: «Tocaban el rock and roll más rápido y violento que jamás escuché. Era excitante. Los solos podían ser realmente ruidosos, Ronnie entraba y aullaba, luego se relajaba, y luego volvía a cantar alto». Durante los siguientes meses, Hawkins comenzó a recurrir a Robertson para hacer los recados del grupo hasta que finalmente hizo una audición y fue contratado. Según comentó el batería Levon Helm: «Una tarde entré en el club y Robbie estaba tocando para Ronnie un par de canciones que había escrito. Esa noche Ronnie me dijo: "Hijo, ¿conoces a ese chico que ha venido a pasar el rato? Tiene tanto talento que me pone enfermo. Quizás deberíamos cogerle"».

### Con Ronnie Hawkins (1960–1964)

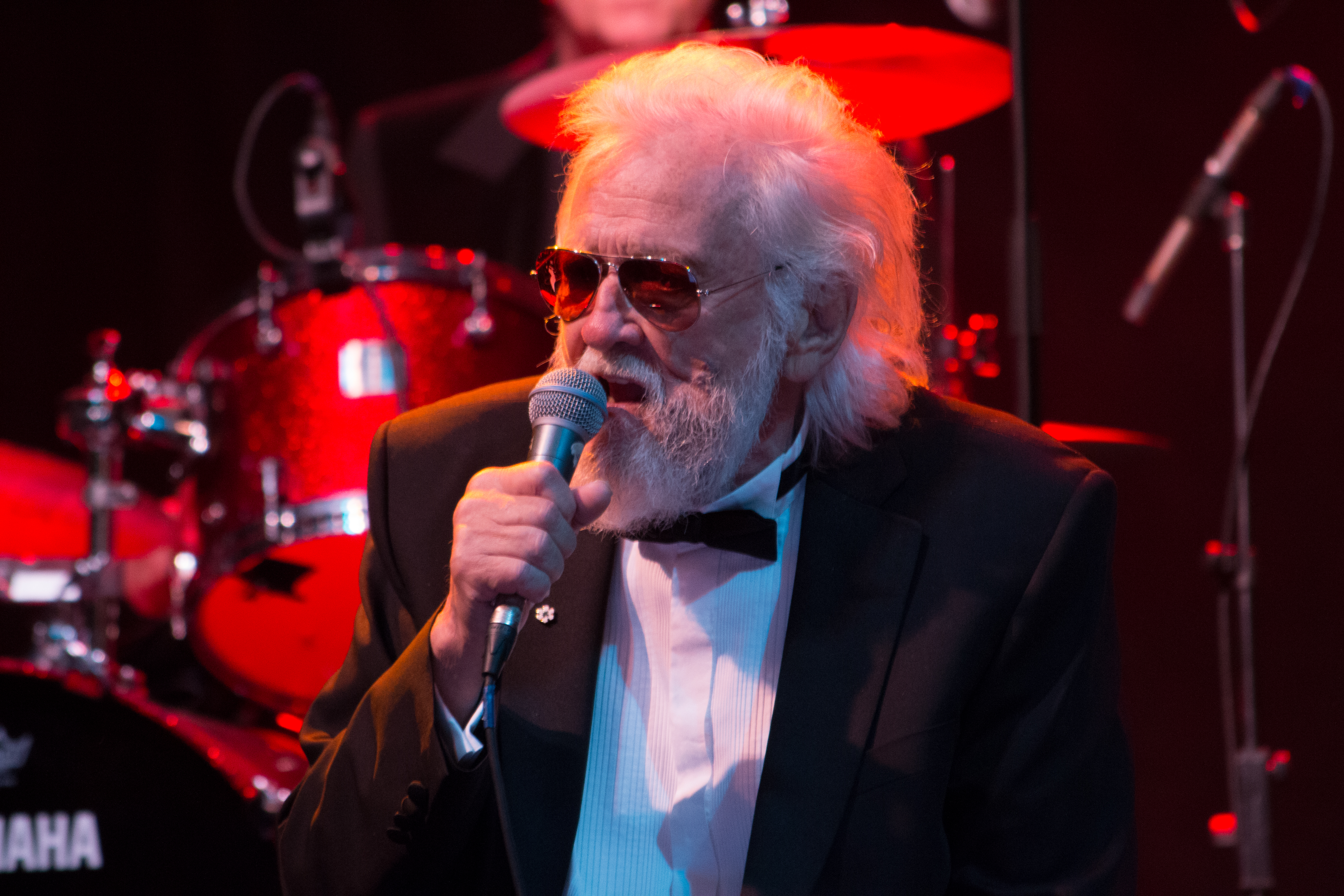
Ronnie Hawkins contrató a Robertson como miembro de The Hawks en 1960.

Durante una gira por Arkansas, Ronnie Hawkins decidió contratar a Scot Cushnie, compañero de Robertson en The Suedes, como pianista. Cuando el bajista de The Hawks abandonó el grupo en 1960, Cushnie recomendó a Robertson para suplir su ausencia en el grupo. Al poco tiempo, con la marcha del guitarrista Fred Carter Jr., Robertson pasó a tocar la guitarra y comenzó a entablar una estrecha amistad con el batería Levon Helm.
Entre 1960 y 1963, The Hawks continuó ofreciendo conciertos con Hawkins en clubes de Canadá y de los Estados Unidos con la progresiva incorporación del bajista Rick Danko, el teclista Richard Manuel y el multiinstrumentista Garth Hudson. Además, Hawkins y el resto del grupo grabaron «Hey Baba Lou» y «Someone Like You», dos de las primeras composiciones de Robertson, para el álbum Mr. Dynamo. El grupo también participó con Hawkins en varias sesiones para Roulette Records entre 1961 y 1963, en las que grabaron los sencillos «Who Do You Love», «Come Love» y «There's a Screw Loose». Sin embargo, el mayor interés de The Hawks en estilos como el blues y el soul en detrimento del rockabilly, junto a un progresivo distanciamiento de Hawkins, hicieron que el grupo abandonase al cantante en 1964 para emprender una etapa en solitario. Al respecto, Robertson comentó: «Con el tiempo, [Hawkins] nos fue construyendo hasta el punto de que superábamos su música y tuvimos que dejarle. Se disparó en el pie, gracias a Dios, al convertirnos en un grupo tan completo que tuvimos que ir a nuestro mundo, porque sabíamos cuál era su visión personal, y nosotros éramos jóvenes y ambiciosos».

### Con Levon and The Hawks (1964–1965)
Tras la ruptura con Hawkins, el grupo contrató al agente Harold Kudlets como representante, quien les consiguió conciertos durante un año en el mismo circuito de clubes donde tocaban con Ronnie Hawkins. Bajo el nombre de The Levon Helm Sextet, el grupo incluyó la futura formación de The Band junto al saxofonista Jerry Penfound y el vocalista Bob Bruno. En mayo de 1964, Bruno abandonó el grupo, que pasó a llamarse Levon and The Hawks. A pesar de la marcha de Penfound un año más tarde, Kudlets consiguió mantener activo al grupo con actuaciones en el club nocturno Tony Mart de Somers Point (Nueva Jersey), donde tocaban seis noches a la semana junto a músicos como Conway Twitty.
Durante sus conciertos en Toronto, los miembros de Levon and The Hawks entablaron amistad con el músico John P. Hammond y participaron en la grabación de su álbum So Many Roads, donde Robertson figuró acreditado como Jaime R. Robertson en los créditos. De forma paralela, el grupo comenzó a tocar en el club The Peppermint Lounge de Nueva York. En marzo de 1965, y bajo el nombre de The Canadian Squires, grabaron «Uh Uh Uh» y «Leave Me Alone», dos canciones compuestas por Robertson y publicadas como sencillo por Apex Records en los Estados Unidos y por Ware Records en Canadá. Como Levon and The Hawks, el grupo también grabó para Atco Records las canciones «The Stones That I Throw», «Go, Go, Liza Jane» y «He Don't Love You», también compuestas por Robertson.

### Con Bob Dylan (1965–1967)

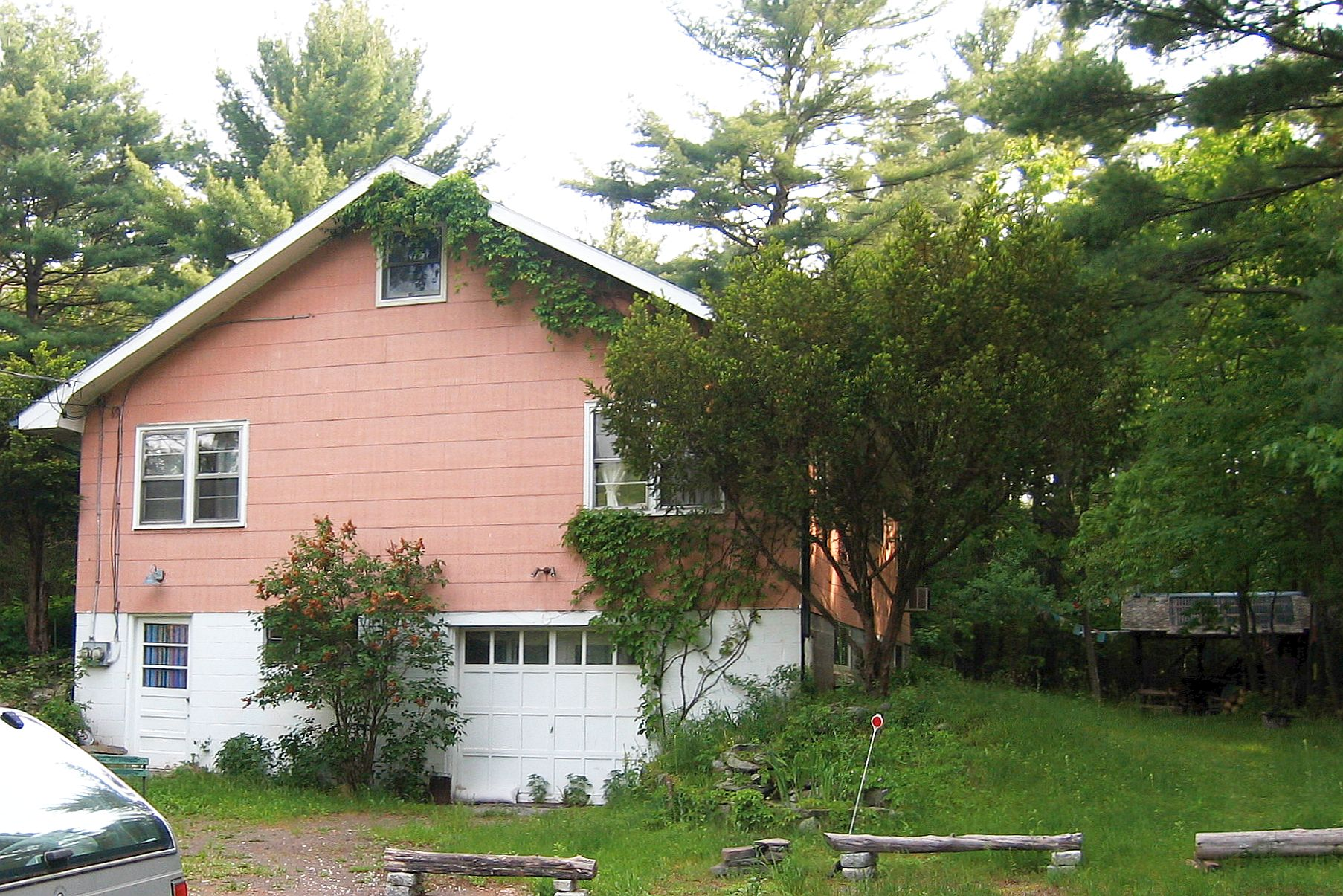
«Big Pink» fue la casa donde The Band grabaron The Basement Tapes con Bob Dylan y donde compusieron su álbum debut, Music from Big Pink.

En agosto de 1965, durante la estancia de Levon and The Hawks en el Tony Mart de Nueva Jersey, Robertson recibió una llamada de Albert Grossman invitándole a reunirse con Bob Dylan. El grupo había sido recomendado a Grossman a sugerencia de Mary Martin, una empleada suya oriunda de Toronto y amiga de Robertson.
En un primer intento, Dylan intentó contratar solo a Robertson como guitarrista de su nuevo grupo. Sin embargo, Robertson rechazó la oferta y solo accedió a tocar dos conciertos con Dylan, uno en el Forest Hills Tennis Stadium de Forest Hills el 28 de agosto y otro en el Hollywood Bowl de Los Ángeles el 3 de septiembre, si incorporaba a Levon Helm como batería. Robertson y Helm tocaron como respaldo de Dylan junto al bajista Harvey Brooks y al teclista Al Kooper en ambos conciertos, que obtuvieron una reacción hostil del público debido a la nueva predominancia de canciones de rock en sus conciertos en detrimento de sus primeras canciones de corte folk. En septiembre, Dylan aceptó contratar al resto de The Hawks como grupo de respaldo y viajó a Toronto para ensayar con ellos.[cita requerida]
The Hawks acompañó a Dylan en una gira por los Estados Unidos entre octubre y diciembre de 1965 donde cada concierto era dividido en dos partes: una acústica, con Dylan acompañado de guitarra acústica y armónica, y otra eléctrica, con el respaldo de The Hawks. La segunda parte era generalmente recibida con abucheos y silbidos por parte de seguidores de Dylan que lo consideraban una figura prominente del folk estadounidense y que percibían su giro hacia el rock como una traición. Según comentó Robertson: «Dondequiera que fuésemos nos silbaban. Era un proceso muy interesante llegar a una ciudad, montarlo todo y tocar. La gente llegaba. Te silbaba. Nosotros lo recogíamos todo y nos íbamos a la siguiente ciudad. Tocábamos. Nos silbaban. Y así seguíamos adelante». La presión ejercida por el público llevó a Helm a abandonar el grupo y a ser sustituido primero por Bobby Gregg y luego por Sandy Konikoff.
Además de apoyarlo en la gira, The Hawks también grabó con Dylan en el estudio el sencillo «Can You Please Crawl Out Your Window?» en diciembre de 1965, aprovechando fechas sin conciertos. Entre febrero y mayo de 1966, Dylan extendió su gira con nuevos conciertos por Europa y Australia en los que la reacción del público siguió siendo hostil hacia el set eléctrico de The Hawks, lo cual provocó la marcha de Konikoff y su reemplazo por Mickey Jones. La parte europea de la gira fue documentada por el cineasta D. A. Pennebaker en el documental Eat the Document. A mediados de febrero de 1966, Dylan completó en Nashville su siguiente álbum, Blonde on Blonde, que contó con la participación de Robertson, sin el resto de sus compañeros de The Hawks, en una de las sesiones.
En julio de 1966, Dylan sufrió un accidente de moto y se apartó de los escenarios para recluirse con su esposa y sus hijos en Woodstock. Pocos meses después, Dylan invitó a The Hawks a Woodstock para trabajar en nuevas canciones. Robertson alquiló una casa en el área de Woodstock, donde se trasladó a vivir con su novia franco-canadiense Dominique Bourgeois, mientras el resto de sus compañeros de grupo –a excepción de Helm– alquilaron un chalé cerca de West Saugerties que apodaron «Big Pink» por el color de su fachada.
Dylan y The Hawks trabajaron juntos en «Big Pink» a diario escribiendo y ensayando nuevas canciones, muchas de las cuales fueron grabadas en un improvisado estudio en el sótano del chalé. Dichas canciones, grabadas con un solo magnetófono de doble bobina que Garth Hudson instaló en el sótano, fueron realizadas entre febrero y noviembre de 1967, momento en el que Helm volvió a incorporarse al grupo. A pesar de la baja calidad de las cintas, el periodista musical Jann Wenner publicó en Rolling Stone un artículo exhortando a que fueran publicadas oficialmente, lo cual provocó que fueran lanzadas en Great White Wonder, el primer disco pirata de la historia del rock. En 1975, Robertson recopiló las cintas grabadas en Big Pink y publicó varias canciones en el álbum The Basement Tapes.[cita requerida]

### Con The Band (1968–1977)

#### Music from Big PinkyThe Band(1968–1969)

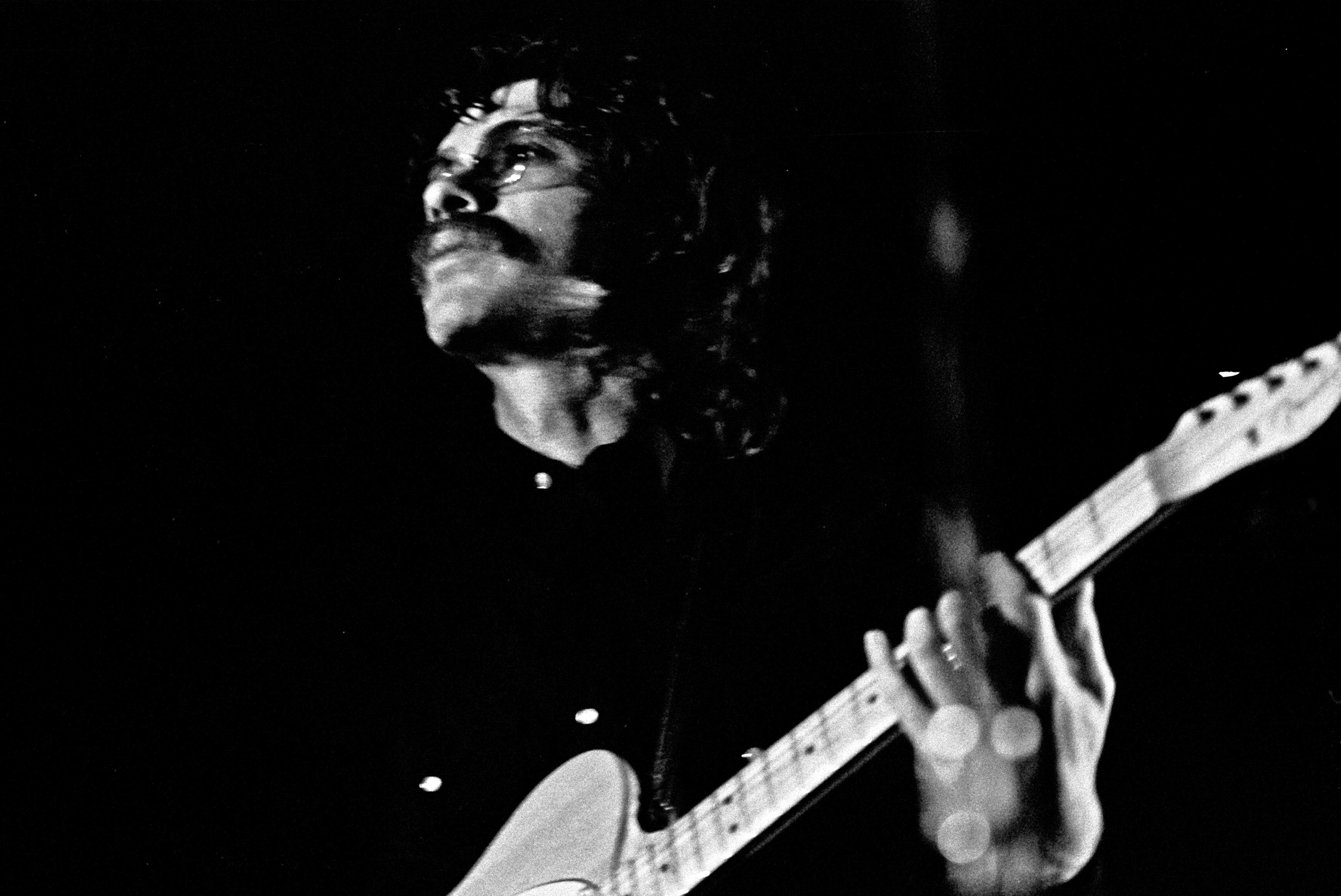
Robertson en 1971.

Durante la grabación de The Basement Tapes, y con Levon Helm de regreso a Woodstock, The Hawks desarrolló su propio sonido y atrajo la atención de Albert Grossman, representante de Bob Dylan, quien se encargó de asegurarles un contrato discográfico con Capitol Records bajo el nombre de The Band.: 22, 28  El grupo viajó a Nueva York para grabar su primer trabajo con el productor John Simon, finalizado unos meses más tarde en Los Ángeles. El álbum resultante, Music from Big Pink, incluyó canciones compuestas por Robertson como «The Weight» –influida por el imaginario del director cinematográfico Luis Buñuel, en particular por los filmes Nazarín y Viridiana–, «Chest Fever», «Caledonia Mission» y «To Kingdom Come», así como otros temas en colaboración con sus compañeros de grupo. Además, cantó en el tema «To Kingdom Come», su única aportación vocal a una canción de The Band hasta la aparición de «Knockin' Lost John» en el álbum Islands nueve años después.
Con el lanzamiento de Music from Big Pink, The Band evadió a los medios de comunicación y desalentó a Capitol Records de promocionar el trabajo, negándose a salir de gira en apoyo del álbum y declinando ofertas para ser entrevistados. El misterio resultante que rodeó al grupo, unido a una creciente influencia de Music from Big Pink en figuras musicales como George Harrison, Eric Clapton y Van Morrison, generó un mayor interés público en The Band y favoreció buenas críticas del álbum en la prensa musical.
La ausencia de giras y la limitada exposición pública permitió a The Band enfocar su trabajo dentro del estudio de grabación. A comienzos de 1969, el grupo alquiló un chalé en Hollywood Hills y convirtió el salón en un estudio improvisado, con el fin de recrear la atmósfera de club que habían disfrutado en Big Pink. El álbum resultante, The Band, fue publicado en septiembre de 1969 y obtuvo buenas críticas de la prensa musical, así como un notable éxito comercial al alcanzar el puesto nueve en la lista estadounidense Billboard 200. El álbum, definido como un álbum conceptual clave en la creación del género americana, contó con un mayor peso de Robertson en la composición, que centró su actividad en escribir canciones sobre episodios culturales y retratos tradicionalistas de la historia de Estados Unidos. Al respecto, «The Night They Drove Old Dixie Down» relata la historia ficticia de un confederado al final de la guerra civil estadounidense en el marco de una batalla real con personajes históricos como los generales Robert E. Lee y George Stoneman.
Otras canciones de The Band también recibieron una significativa difusión a través de emisoras de radio. Al respecto, «Up on Cripple Creek» alcanzó el puesto 25 en la lista estadounidense Billboard Hot 100, mientras que «Rag Mama Rag» llegó al número dieciséis en el Reino Unido, la mejor posición para un sencillo del grupo en el país británico. En 2009, la Biblioteca del Congreso de Estados Unidos incluyó el álbum en su Registro Nacional de Grabaciones para su preservación.
Durante la grabación de The Band, el grupo comenzó a ofrecer sus primeros conciertos en el Winterland Ballroom de San Francisco, seguidos de su participación en el Festival de Woodstock y en el Festival de la Isla de Wight. Además, en noviembre participaron en el programa Ed Sullivan Show, en la primera de sus dos únicas apariciones televisivas, y dos meses después se convirtieron en el primer grupo norteamericano de rock en aparecer en la portada de la revista Time.

#### Stage Fright,CahootsyMoondog Matine(1970–1973)
A comienzos de 1970, The Band alquiló el teatro The Woodstock Playhouse de Woodstock con la intención de grabar un álbum en directo, pero la negativa de los vecinos obligó al grupo a usar el teatro como estudio improvisado, sin la presencia de público, para la grabación de su siguiente trabajo. El resultado, Stage Fright, fue grabado en dos semanas con la colaboración de Todd Rundgren como ingeniero de sonido y se convirtió en el álbum más comercial del grupo al estar catorce semanas en la lista estadounidense Billboard 200, donde alcanzó el puesto cinco. El mismo año, Robertson produjo el primer trabajo discográfico de Jesse Winchaster y compuso el tema «Snow» para Winchester.
Stage Fright marcó el comienzo del dominio de Robertson como principal compositor de The Band debido a los crecientes problemas de Richard Manuel. El deterioro de Manuel por su drogadicción y el aparente desinterés de Rick Danko y de Levon Helm en el grupo convirtieron a Robertson en un líder de facto, un hecho que marcó el inicio de una serie de enfrentamientos entre Robertson y Helm. Según Helm, Robertson actuó «con autoritarismo y codicia» al autoacreditarse canciones que habían compuesto entre más miembros del grupo, y criticó su actitud de autoproclamarse líder del grupo y de tomar decisiones sin contar con la opinión de los demás. Por su parte, Robertson argumentó que sus esfuerzos por controlar y guiar el grupo se debieron al desgaste físico y emocional que parecía imperar en sus compañeros.
A pesar de los problemas internos, el grupo volvió a grabar un nuevo álbum haciendo uso de los Bearsville Studios, construidos por Albert Grossman en Woodstock. El trabajo resultante, Cahoots, fue publicado en octubre de 1971 y obtuvo un éxito de ventas inferior al de su predecesor. Cahoots contó con la colaboración de Allen Toussaint como arreglista de «Life is a Carnival», un tema que incluyó una sección de vientos posteriormente incorporada al grupo en conciertos como The Last Waltz.
The Band siguió ofreciendo conciertos entre 1970 y 1971 que culminaron con una serie de recitales en el Academy of Music de Nueva York entre el 28 y el 31 de diciembre de 1971, publicados en el álbum doble Rock of Ages en 1972. Después, el grupo volvió a abandonar las giras durante un año y solo volvió a los escenarios para participar en el Summer Jam at Watkins Glen junto a The Allman Brothers Band y The Grateful Dead. En octubre de 1973, The Band publicó Moondog Matinee, un álbum de versiones de rock and roll, blues y R&B que alcanzó el puesto 28 en la lista Billboard 200. Durante el periodo de grabación de Moondog Matinee, Robertson también comenzó a trabajar en Works, un ambicioso proyecto personal aún inédito, del cual solo publicó un verso en «Fallen Angels», un tema de su primer álbum en solitario, Robbie Robertson. Además, colaboró con Ringo Starr tocando la guitarra en el tema «Sunshine Life for Me (Sail Away Raymond)», incluido en el álbum Ringo. Un año después, volvió a colaborar con Starr grabando «Snookeroo», incluida en su álbum Goodnight Vienna.

#### Reunión con Bob Dylan (1974–1975)

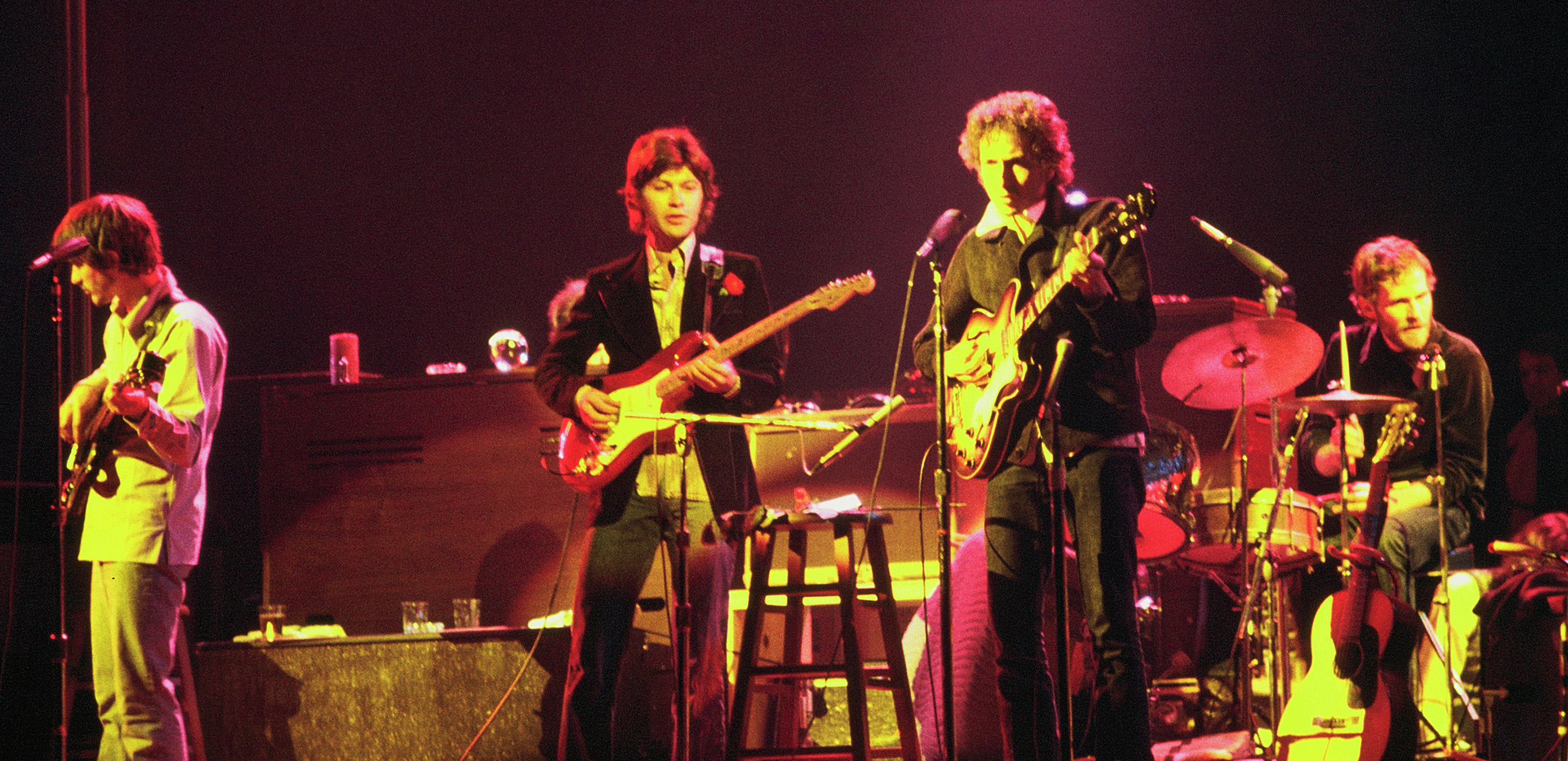
De izquierda a derecha, Rick Danko, Robbie Robertson, Bob Dylan y Levon Helm en un concierto ofrecido en Chicago en la gira de 1974.

En junio de 1973, Robertson dejó Woodstock y trasladó su residencia a Malibú, donde volvió a coincidir con Bob Dylan. Poco después, el resto del grupo le siguieron y alquilaron varias viviendas en Zuma Beach. La reunión con Robertson en Malibú permitió a Dylan trabajar de nuevo con The Band en los preparativos de su primera gira en ocho años, precedida por una alta demanda de entradas por correo postal. La gira comenzó en Chicago (Illinois) el 3 de enero de 1974 y finalizó en Inglewood (California) el 14 de febrero. Los últimos tres conciertos en Inglewood fueron grabados y publicados en el álbum en directo Before the Flood, que debutó en el puesto tres de la lista Billboard 200.
Antes de la gira, el grupo respaldó a Dylan en la grabación de Planet Waves, que tuvo lugar en los Village Recorder de Los Ángeles en noviembre de 1973. Publicado en febrero de 1974, Planet Waves alcanzó el primer puesto de la lista estadounidense Billboard 200 y se convirtió en el primer y único disco de estudio en el que Dylan y The Band trabajaron juntos.
Tras moverse a Malibú en 1973, Robertson alquiló un rancho cerca de Zuma Beach llamado Shangri-La, construido por la actriz Margo Albert y lugar de filmación de la serie de televisión Mister Ed durante la década de 1960. Tras adecuarlo como estudio de grabación, Shangri-La demostró ser un regreso a la atmósfera de club que The Band había disfrutado en Big Pink, y en la primavera de 1975 comenzaron a grabar Northern Lights – Southern Cross, su primer trabajo con material original en cuatro años. El álbum, publicado en noviembre de 1975, volvió a incluir composiciones de Robertson con un importante bagaje histórico como «Acadian Driftwood», inspirada en el documental L'Acadie, l'Acadie sobre la deportación de los acadianos durante la Guerra franco-india.
En 1975, Robertson también produjo y tocó la guitarra en el álbum debut de Hirth Martínez, y ofreció los estudios de Shangri-La a Eric Clapton para grabar el álbum No Reason to Cry, en el cual colaboraron varios miembros de The Band. A comienzos de 1976, también invitó a Neil Diamond a los estudios de Shangri-La para producir su trabajo Beautiful Noise, para el cual Robertson coescribió el tema «Dry Your Eyes» y tocó la guitarra en «Lady-Oh» y «Jungletime».

#### The Last Waltz(1976–1978)

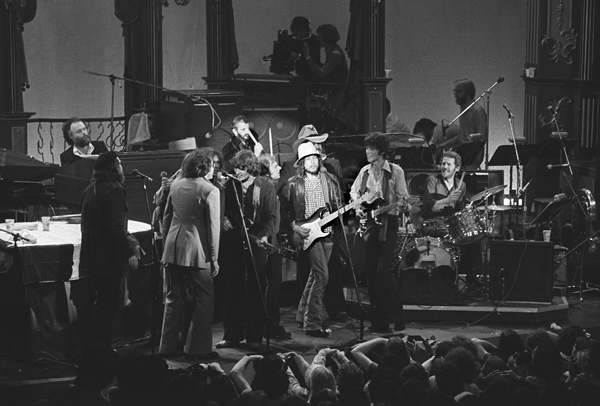
The Band e invitados tocando «I Shall Be Released» en The Last Waltz.

The Band volvió a ofrecer conciertos en junio de 1976, un periodo en el que varios miembros comenzaron a emprender actividades en solitario: Levon Helm empezó a construir su propio estudio en Woodstock, mientras que Rick Danko firmó un contrato en solitario con Arista Records. Durante la gira, Richard Manuel sufrió un accidente que le fracturó varias vértebras cervicales, lo que obligó a cancelar el resto de conciertos. Fue en este periodo cuando Robertson introdujo la opción de abandonar las giras. Según Robertson, el acuerdo mutuo del grupo fue el de ofrecer un último concierto, emprender varios proyectos en solitario y luego reagruparse.
El promotor Bill Graham les reservó el Winterland Ballroom para el Día de Acción de Gracias de 1976. El concierto fue diseñado como una gala que incluyó una cena de Acción de Gracias servida al público y seguida de un concierto de The Band junto a invitados como Ronnie Hawkins, Muddy Waters, Paul Butterfield, Dr. John, Bob Dylan, Eric Clapton, Van Morrison, Neil Diamond, Joni Mitchell y Neil Young, entre otros. Bajo el nombre de The Last Waltz, Robertson contrató al director Martin Scorsese para rodar el concierto.
Durante los preparativos del concierto, Scorsese elaboró un guion de 200 páginas enumerando por columnas quién cantaba cada parte de cada canción y los principales instrumentos de cada sección. Además, contrató a los cámaras Michael Chapman, László Kovács y Vilmos Zsigmond para rodar el concierto en película de 35 mm. John Simon, productor de los primeros discos de The Band, coordinó los ensayos y trabajó como director musical, mientras que Jonathan Taplin asumió el papel de productor ejecutivo y Robertson el de productor del largometraje.
The Last Waltz tuvo lugar finalmente el 25 de noviembre de 1976 frente a unos 5000 asistentes. El concierto comenzó a las 17:00 con una cena tradicional de Acción de Gracias amenizada por la Berkeley Promenade Orchestra y seguida por el concierto de The Band, que finalizó cinco horas más tarde con un bis de «Don't Do It». Tras el concierto, Scorsese comenzó a editar más de 400 rollos de material vendidos a United Artists.
Además del metraje del concierto, Scorsese grabó a The Band en un estudio de MGM tocando «Evangeline» con la cantante de country Emmylou Harris y «The Weight» con el grupo de soul The Staple Singers, así como diversas entrevistas con varios miembros del grupo. Tras año y medio de trabajo, Warner Bros. Records publicó la banda sonora de The Last Waltz en abril de 1978, dos semanas antes del estreno del documental en teatros. Con el tiempo, The Last Waltz ha sido destacado como pionero en la historia de los documentales de rock y ha influido en la realización de subsiguientes filmes como Stop Making Sense de Talking Heads y Rattle and Hum de U2.

### Después de The Band (1978–1989)

#### Carnyy primeras colaboraciones con Martin Scorsese (1978–1986)
Tras el estreno de The Last Waltz, MGM vio a Robertson como un potencial actor y le dotó con una oficina en la empresa. Durante este tiempo, Hayy Ulfand, agente de Martin Scorsese, también contacto con Robertson con la idea de producir Carny, una película sobre ferias itinerantes, en las cuales el músico había trabajado durante su infancia. Aunque la idea original era que Robertson produjera Carny, terminó desempeñando el papel de actor junto a Gary Busey y Jodi Foster. Además, Robertson compuso junto a Alex North música cinematográfica para su banda sonora.
Después de completar la producción de Carny, Robertson viajó a Nueva York para ayudar a Scorsese en la música del filme Toro salvaje. La mutua afición de Robertson y Scorsese por el mundo de la música y del cine se convirtió en una duradera relación de trabajo en la cual Robertson colaboró con Scorsese como productor y supervisor musical de muchas de las películas de Scorsese, empezando por Toro salvaje. Según Scorsese: «Siempre tuvimos esa relación que va y viene. Empezamos una especie de relación en la que contactábamos para cada película que estaba haciendo y el tipo de música que estaba usando». Para su banda sonora, Robertson compuso tres temas instrumentales de jazz que contaron con la colaboración de Garth Hudson y Richard Manuel, sus antiguos compañeros de The Band. Además, trabajó con Scorsese en la selección del intermezzo del melodrama Cavalleria rusticana de Pietro Mascagni como tema musical.[cita requerida]
En 1983, volvió a trabajar con Scorsese en su siguiente filme, El rey de la comedia, en la que figura como productor musical. Robertson contribuyó a la banda sonora con una composición, «Between Trains», escrita como tributo a Dan Johnson, un asistente de Scorsese fallecido poco antes. Un año más tarde, coprodujo el tema «The Best of Everything» para el álbum de Tom Petty and the Heartbreakers Southern Accents, donde volvió a coincidir con Hudson y Manuel.
En junio de 1986, Robertson y Scorsese volvieron a trabajar juntos en El color del dinero. Además de supervisar el contenido musical del largometraje, Robertson compuso música cinematográfica con la orquestación del compositor de jazz Gil Evans. La banda sonora también incluyó «It's in the Way That You Use It», un tema que Robertson escribió con Eric Clapton y que alcanzó el primer puesto en la lista estadounidense Mainstream Rock Songs. El mismo año, tocó en el álbum Reconciled de The Call y trabajó como consultor creativo de Hail! Hail! Rock 'n' Roll, una película homenaje a Chuck Berry.

#### Robbie RobertsonyStoryville(1987-1991)

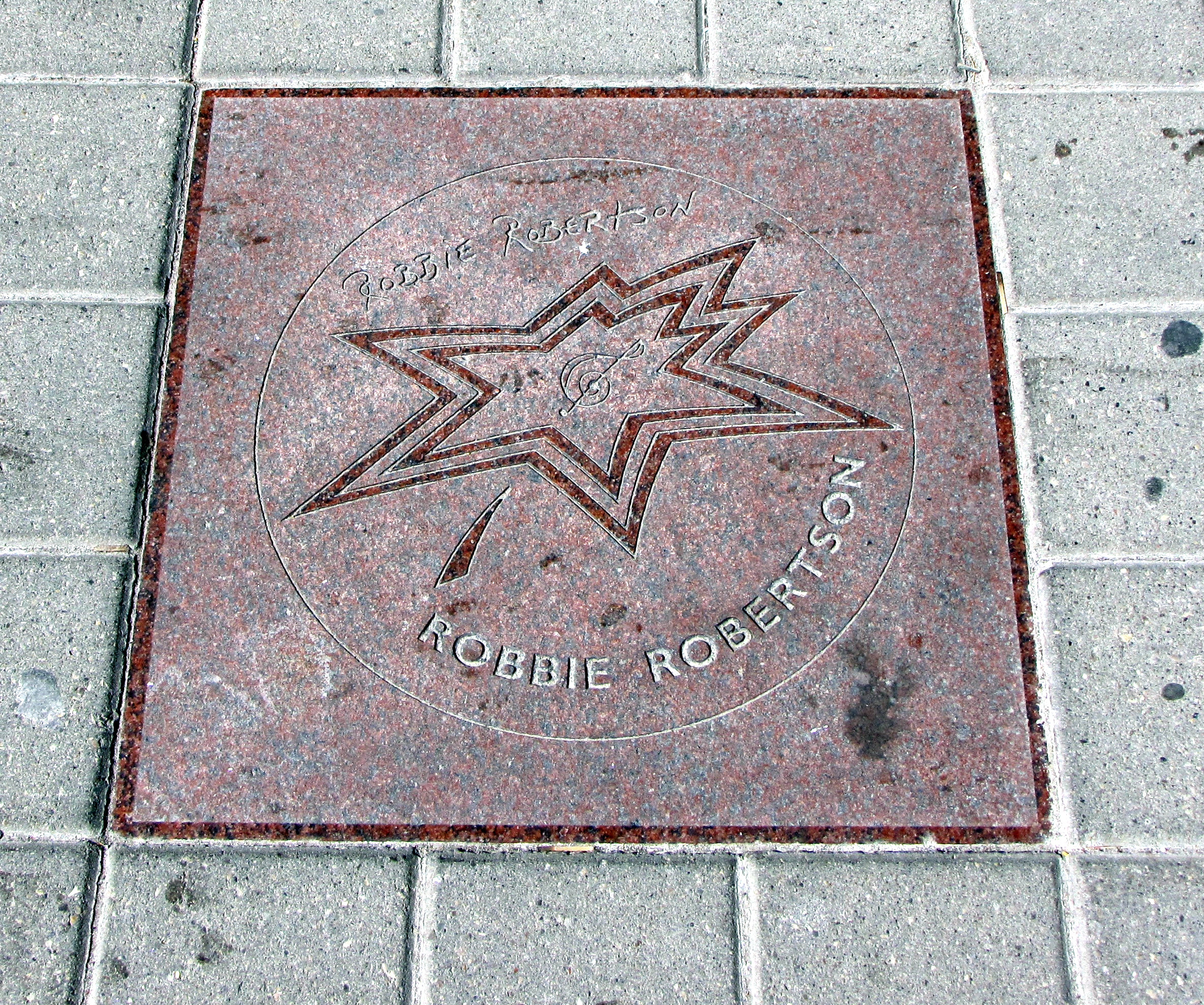
Estrella de Robbie Robertson en el Paseo de la Fama de Canadá.

Robertson comenzó a trabajar en su primer disco en solitario en julio de 1986, después de firmar un contrario con Geffen Records. Para su grabación, escogió a Daniel Lanois como productor, con quien trabajó en The Village Recorder de Los Ángeles. La grabación fue completada con sesiones en Bearsville Studios, cerca de Nueva York, y en Dublín, Irlanda, donde colaboró con U2 y Peter Gabriel. Además de U2 y Gabriel, el álbum contó con la colaboración de artistas como The Bodeans y Maria McKee, así como de Garth Hudson y Rick Danko, excompañeros de The Band.
Publicado en octubre de 1987, Robbie Robertson incluyó un sonido alejado de los estándares de The Band, con el cual obtuvo un moderado éxito comercial al alcanzar el puesto 35 en la lista estadounidense Billboard 200 y el veintitrés en la británica UK Albums Chart. Además, consiguió buenas reseñas de la prensa musical al ser situado entre los diez mejores álbumes del año por varios críticos en el especial The Critic's Choice de la revista Billboard y al figurar en el puesto 77 de la lista de los cien mejores álbumes de la década de 1980, elaborada por Rolling Stone. El álbum fue también nominado al Premio Grammy en la categoría de mejor interpretación vocal de rock masculina y fue certificado disco de oro en los Estados Unidos al superar el medio millón de copias vendidas en el país. En Canadá, Robbie Robertson ganó el premio Juno al disco del año, mejor vocalista del año y productor del año en la ceremonia de 1989.
En 1989, contribuyó a la banda sonora del filme Scrooged con una nueva versión del tema de The Band «Christmas Must Be Tonight», y coescribió el tema «Nobody's Child» para el álbum homónimo de Maria McKee. El mismo año, The Band ingresó en el Salón de la Fama de la Música Canadiense, donde Robertson se reunió con sus excompañeros sobre un escenario (salvo Helm) para tocar «The Weight».
Su segundo trabajo en solitario, Storyville, fue publicado en septiembre de 1991. Atraído por Nueva Orleans desde su infancia, Robertson viajó a la ciudad para colaborar con nativos de la villa como Aaron e Ivan Neville y The Rebirth Brass Band y grabar un álbum conceptual con relatos sobre el distrito Storyville de la ciudad. Además, volvió a contar con la colaboración de Hudson y Manuel, excompañeros de The Band. A pesar de recibir críticas favorables, Storyville obtuvo un éxito comercial inferior a su predecesor y solo alcanzó el puesto 69 en la lista Billboard 200. Dos sencillos, «What About Now» y «Go Back to Your Woods», también alcanzaron los puestos 15 y 32 respectivamente en la lista Mainstream Rock Tracks. El álbum fue nominado a dos Grammy en las categorías de mejor interpretación vocal de rock masculina y mejor arreglo para álbum no clásico.

#### Music for the Native AmericansyRedboy(1992–1998)

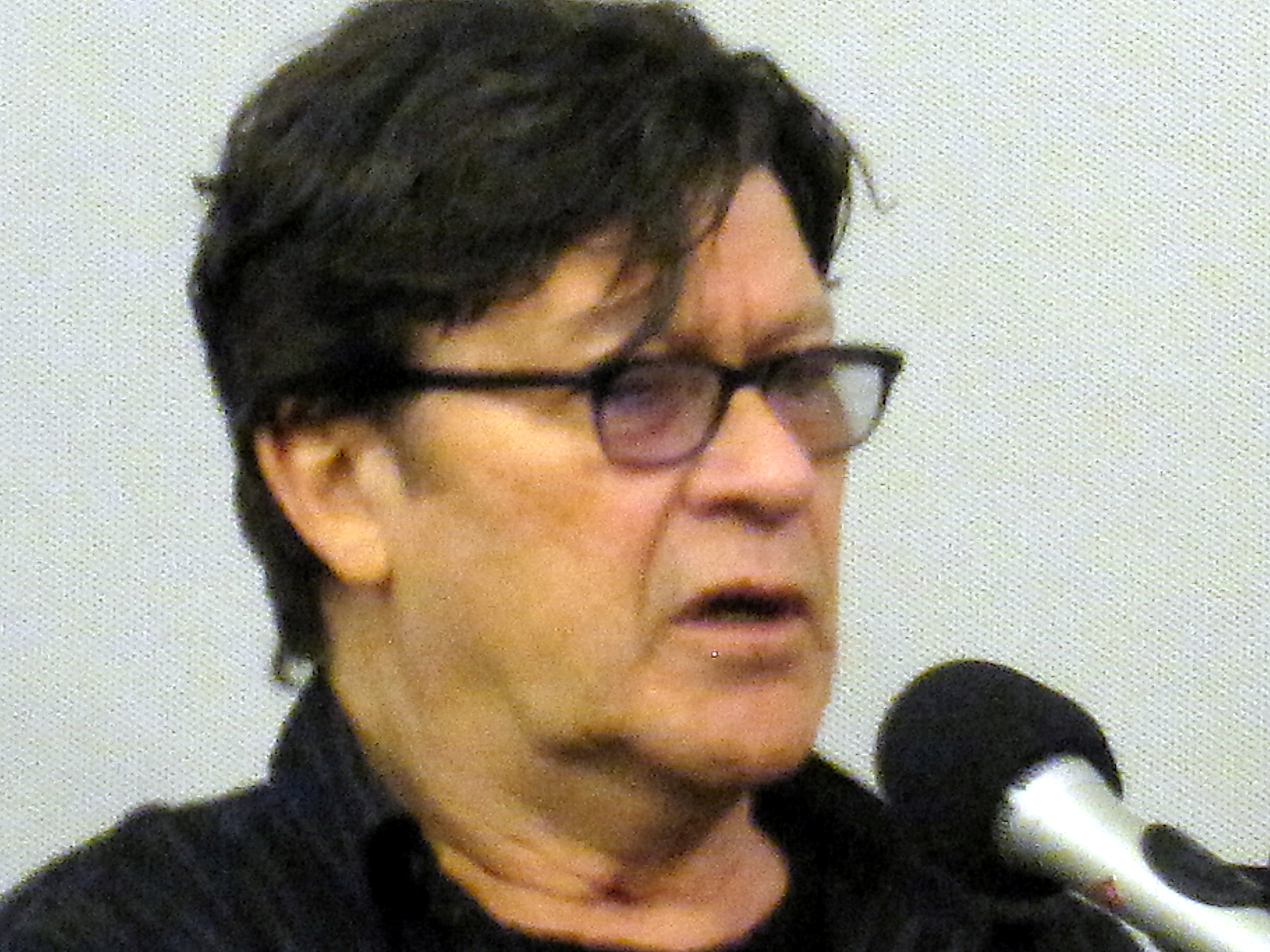
Robertson durante una entrevista de radio en marzo de 2011.

En 1994, Robertson volvió a sus raíces nativas y formó el grupo Read Road Ensemble para grabar Music for the Native Americans, una colección de canciones que acompañó una serie documental emitida en la PBS. Al igual que los temas «The Night They Drove Old Dixie Down» y «Acadian Driftwood», varias canciones de Music for the Native Americans relatan historias de los nativos americanos, tales como «Ghost Dance», en la cual relata la masacre de Wounded Knee y la cuasi extinción del búfalo en los Estados Unidos. Con el lanzamiento de Music for the Native Americans, Robertson fue galardonado con el premio Juno al productor del año.
Un año después volvió a trabajar con Martin Scorsese como asesor musical en la banda sonora de la película Casino, y retomó su carrera de actor trabajando con Jack Nicholson y Anjelica Huston en la película The Crossing Guard. Un año después, ejerció como productor ejecutivo en la banda sonora de Phenomenon, en la cual sugirió a Eric Clapton que grabase la canción «Change the World», ganadora del Grammy a la canción del año en 1997. El mismo año fue galardonado con el premio a toda una carrera profesional por la Academia Nacional de Compositores de Estados Unidos.
En su siguiente trabajo, Contact from the Underworld of Redboy, publicado en marzo de 1998, Robertson abandonó su habitual estilo musical para aunar elementos de la música nativa, el rock y la música electrónica. Para ello, trabajó con músicos y productores como Howie B, DJ Premier y Marius De Vries. El álbum incluyó una entrevista con el activista lakota Leonard Peltier desde prisión como fondo de la canción «Sacrifice» y obtuvo reseñas favorables. El álbum fue galardonado con el premio Juno a la mejor grabación de música aborigen canadiense. El mismo año, la PBS estrenó Making a Noise: A Native American Journey, un documental sobre la reserva Six Nations que contó con la participación de Robertson.
Un año después, el canal VH1 estrenó Behind the Music: Robbie Robertson, con la opinión de Robertson sobre la disolución de The Band, su carrera en solitario y sus raíces nativas americanas, y actuó como narrador en el documental de David Douglas Wolves. Además, contribuyó con música a la película de Oliver Stone Any Given Sunday.

#### How to Become ClairvoyantySinematic(de 2000 a 2023)
En 2000, David Geffen y Mo Ostin ficharon a Robertson como ejecutivo de DreamWorks Records, donde fue responsable de la contratación de artistas como Nelly Furtado, Daniel DeBourg y Dana Glover y del desarrollo de proyectos cinematográficos y de nuevos talentos musicales. Dos años después, volvió a trabajar con Martin Scorsese como supervisor musical de la película Gangs of New York y publicó una edición ampliada de The Last Waltz. El 9 de febrero, interpretó el tema «Stomp Dance (Unity)» en la ceremonia de apertura de los Juegos Olímpicos de Invierno en Salt Lake City (Utah).

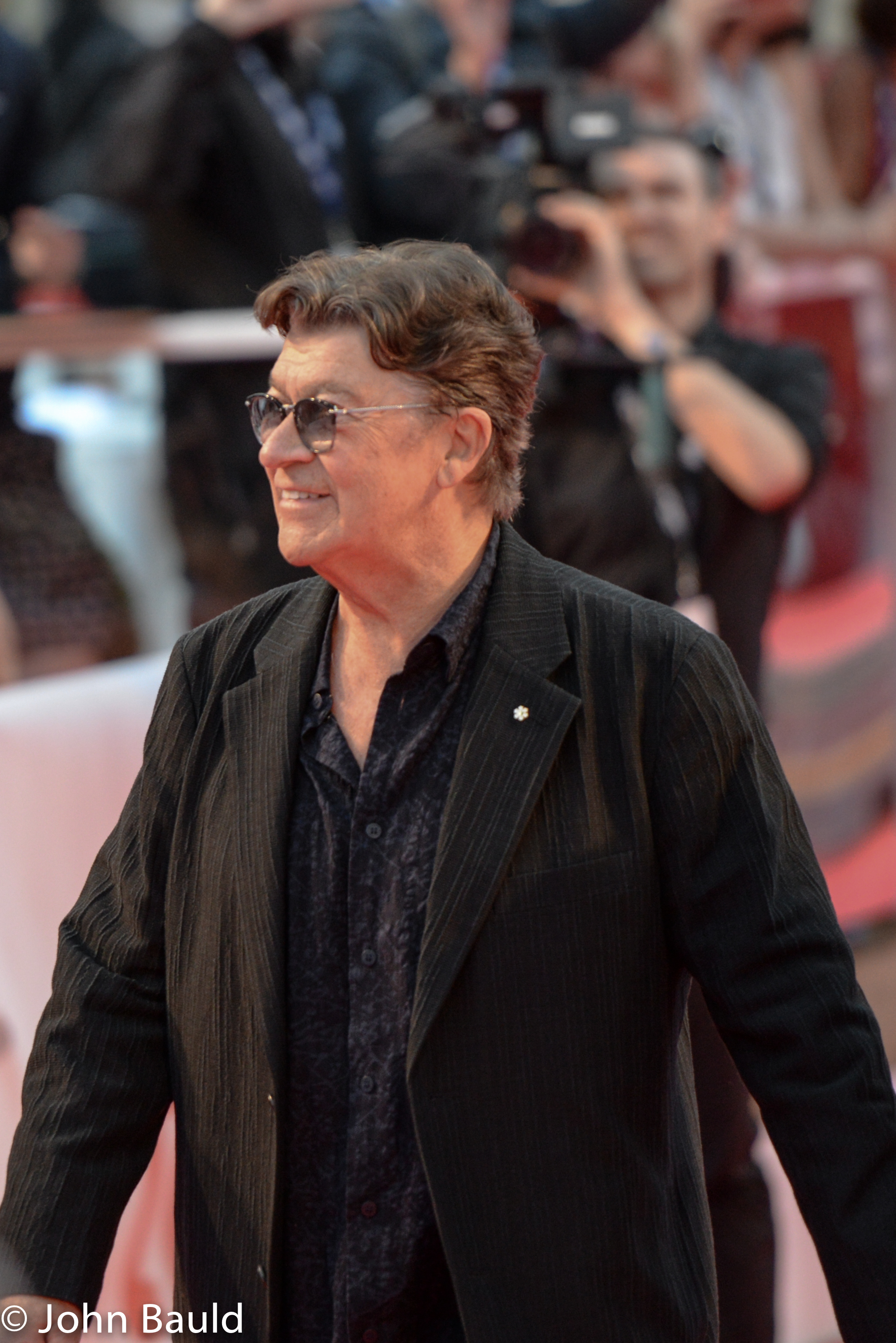
Robertson en el estreno de Once Were Brothers: Robbie Robertson and the Band en el Festival Internacional de Cine de Toronto.

En 2003, ingresó en el Paseo de la fama del Canadá y contribuyó a la banda sonora de la película Ladder 49 con una nueva composición, «Shine Your Light». En 2005, supervisó como productor ejecutivo el lanzamiento de A Musical History, una caja recopilatoria que documenta la carrera musical de The Band desde sus inicios con Ronnie Hawkins hasta la salida de Robertson en 1976 y que incluyó varias canciones inéditas. Además, colaboró en el álbum de Jerry Lee Lewis Last Man Standing versionando el tema de The Band «Twilight», y produjo la banda sonora del largometraje de Scorsese The Departed.
El 28 de julio de 2007, participó en la tercera edición del Crossroads Guitar Festival junto a Eric Clapton interpretando el tema «Who Do You Love». Varios meses después, versionó la canción «Goin' To The River» en el disco tributo a Fats Domino Goin' Home. Un año después, recibió el Grammy a la carrera artística como miembro de The Band.
En abril de 2011, publicó How to Become Clairvoyant, su primer trabajo discográfico en una década, nacido de varias sesiones demo en Los Ángeles junto a Eric Clapton. El álbum contó con la colaboración de músicos como Steve Winwood, Trent Reznor, Tom Morello, Robert Randolph, Rocco Deluca, Angela McCluskey y Taylor Goldsmith, y supuso el mayor éxito comercial de Robertson al alcanzar el primer puesto en la lista de álbumes más vendidos de Canadá y el trece en la estadounidense Billboard 200. En su promoción, Robertson interpretó el tema «He Don't Live Here No More», en los programas Late Show with David Letterman de la CBS, The View de la ABC y Later... with Jools Holland de la BBC, así como la canción «Straight Down the Line» con The Roots en The Tonight Show Starring Jimmy Fallon. El mismo año, Robertson fue añadido al Salón de la Fama de Compositores Canadienses y fue investido oficial de la Orden de Canadá por el Gobernador General David Johnston.
En abril de 2013, participó en la cuarta edición del Crossroads Guitar Festival tocando el tema «I Shall Be Released». Además, trabajó en las mezclas de Live at the Academy of Music 1971, una caja recopilatoria con los conciertos que The Band ofreció en el Academy of Music en diciembre de 1971, y publicó con su hijo Sebastian Legends, Icons & Rebels, una compilación de biografías de músicos influyentes en la historia musical como Aretha Franklin, The Beatles, Johnny Cash, Frank Sinatra y Bob Dylan, entre otros. Un año después, publicó Hiawatha and the Peacemaker, un relato de la tradición oral sobre el líder mohawk Hiawatha que escuchó en su infancia.
En noviembre de 2016 publicó Testimony, una autobiografía escrita a lo largo de cinco años y editada por Crown Archetype. Además, volvió a colaborar con Scorsese como productor musical ejecutivo de la película Silencio.
En 2019 publicó Sinematic, un nuevo trabajo musical inspirado en su colaboración con Scorsese en la película El irlandés. También estrenó Once Were Brothers: Robbie Robertson and The Band, un documental de The Band basado en su biografía Testimony, en el Festival Internacional de Cine de Toronto.
En 2023, Robertson compuso la banda sonora de Los asesinos de la luna de Scorsese antes de fallecer en Los Ángeles el 9 de agosto a la edad de 80 años. La película concluye con una dedicatoria a su memoria.

## Discografía
| Con The Band - 1968: Music from Big Pink - 1969: The Band - 1970: Stage Fright - 1971: Cahoots - 1972: Rock of Ages - 1973: Moondog Matinee - 1974: Before the Flood - 1975: Northern Lights - Southern Cross - 1975: The Basement Tapes - 1977: Islands - 1978: The Last Waltz | En solitario - 1987: Robbie Robertson - 1991: Storyville - 1994: Music for The Native Americans - 1998: Contact from the Underworld of Redboy - 2011: How to Become Clairvoyant - 2019: Sinematic |

## Filmografía
- 1978: The Last Waltz (intérprete y productor)
- 1980: Carny (actor, escritor y compositor)
- 1980: Toro salvaje (productor musical)
- 1983: El rey de la comedia (productor musical)
- 1986: El color del dinero (música)
- 1991: Until the End of the World (música)
- 1994: Jimmy Hollywood (compositor)
- 1995: Casino (consultor musical)
- 1995: The Crossing Guard (actor)
- 1996: Phenomenon (productor ejecutivo)
- 1996: Dakota Exile (narrador)
- 1999: Forces of Nature (consultor creativo de música)
- 1999: Wolves (narrador)
- 1999: Any Given Sunday (música)
- 2002: Gangs of New York (productor musical ejecutivo)
- 2002: Skins (guionista)
- 2004: Jenifa (productor ejecutivo)
- 2004: Ladder 49 (música)
- 2006: The Departed (productor musical)
- 2008: Mardik: From Baghdad to Hollywood (actor)
- 2009: Shutter Island (supervisor musical)
- 2009: Curse of the Axe (narrador)
- 2013: El lobo de Wall Street (productor musical ejecutivo)
- 2016: Silence (productor musical ejecutivo)
- 2019: El irlandés (productor musical ejecutivo)
- 2023: Killers of the Flower Moon (productor musical ejecutivo y trabajo póstumo)

## Premios y nominaciones
| Año  | Premio                                            | Categoría                                                 | Trabajo nominado        | Resultado |
| ---- | ------------------------------------------------- | --------------------------------------------------------- | ----------------------- | --------- |
| 1989 | Premios Juno                                      | Álbum del año                                             | Robbie Robertson        | Ganador   |
| 1989 | Premios Juno                                      | Mejor vocalista masculino                                 | Robbie Robertson        | Ganador   |
| 1989 | Premios Juno                                      | Artista del año                                           | Robbie Robertson        | Nominado  |
| 1989 | Premios Grammy                                    | Mejor interpretación vocal de rock masculina              | Robbie Robertson        | Nominado  |
| 1992 | Premios Juno                                      | Mejor cantante masculino                                  | Storyville              | Nominado  |
| 1992 | Premios Juno                                      | Mejor interpretación vocal de rock solista                | Storyville              | Nominado  |
| 1992 | Premios Juno                                      | Mejor arreglo para álbum                                  | Storyville              | Nominado  |
| 1995 | Premios Emmy                                      | Outstanding Individual Achievement - Cultural Programming | Goin' Home              | Nominado  |
| 1995 | Premios Emmy                                      | Outstanding Individual Achievement in Music and Lyrics    | «Pray»                  | Nominado  |
| 2003 | DVD Exclusive Awards                              | Best Audio Commentary, Library Release                    | The Last Waltz          | Ganador   |
| 2005 | Premios Satellite                                 | Mejor canción original                                    | «Shine Your Light»      | Nominado  |
| 2024 | Premios de la Sociedad Internacional de Cinéfilos | Mejor banda sonora                                        | Los asesinos de la luna | Pendiente |